# Анадырская ТЭЦ
Анадырская ТЭЦ — тепловая электростанция, расположенная в городе Анадырь Чукотского АО Российской Федерации. Крупнейшая электростанция на Чукотке, обеспечивает электрической и тепловой энергией изолированный Анадырский энергоузел, включающий городской округ Анадырь, п. Угольные Копи, окружной аэропорт. Входит в состав АО «Чукотэнерго» (входит в группу «РусГидро»).

## Конструкция станции
Анадырская ТЭЦ представляет собой тепловую паротурбинную электростанцию (теплоэлектроцентраль) с комбинированной выработкой электроэнергии и тепла. Установленная мощность электростанции — 50 МВт, установленная тепловая мощность — 140 Гкал/час. Тепловая схема станции выполнена с поперечными связями по основным потокам пара и воды. В качестве основного топлива используются природный газ Западно-Озёрного месторождения, в качестве резервного — бурый уголь Анадырского месторождения. Основное оборудование станции включает в себя:
- Турбоагрегат № 1 мощностью 25 МВт, в составе турбины ПТ-25/30-90-10М с генератором ТВС-32УЗ, введён в 1986 году;
- Турбоагрегат № 2 мощностью 25 МВт, в составе турбины ПТ-25/30-90-10М с генератором ТВС-32УЗ, введён в 1987 году.

Пар для турбоагрегатов вырабатывают два котла БКЗ-160-100 паропроизводительностью по 160 т/час. Также имеются четыре резервные дизель-генераторные установки 15Д100 мощностью по 1,5 МВт, не учитываемые в составе установленной мощности станции. Система водоснабжения оборотная, водозабор — с водохранилища на реке Казачка. Выдача электроэнергии потребителям производится через два трансформатора ТДТН-25000/110/35/6 с закрытого распределительного устройства (ЗРУ) напряжением 35 кВ, по следующим линиям электропередачи:
- КЛ 35 кВ Анадырская ТЭЦ — ПС Шахта 1;
- КЛ 35 кВ Анадырская ТЭЦ — ПП-1.

## История строительства и эксплуатации
В 1966 году Министерством энергетики СССР было принято решение о строительстве Анадырской ТЭЦ. Проектные работы осуществило Сибирское отделение института «Промэнергопроект», генеральным подрядчиком строительства выступило строительное управление Анадырской ТЭЦ. В 1982 году начались пусконаладочные работы, и 22 декабря 1986 года была запущена первая очередь ТЭЦ, ещё через год станция вышла на проектную мощность. Станция построена на вечномерзлых грунтах, её фундамент уходит на 60 метров в глубину.
В 2003 году по дну Анадырского лимана был проложен высоковольтный (35 кВ) бронированный кабель, посредством которого к станции были подключены находящиеся на северном берегу лимана аэропорт, посёлки Угольные Копи и Шахтерский. С 2006 года, после пуска Анадырской ГМТЭЦ, нагрузка на Анадырскую ТЭЦ снизилась, среднегодовой коэффициент использования установленной мощности (КИУМ) станции составляет около 13 %, что приводит к низкой экономичности работы. Рассматривается возможность строительства ВЛ 110 кВ Угольные Копи — Валунистое, что позволит объединить Анадырский и Эгвекинотский энергоузлы и заместить Анадырской ТЭЦ выработку Эгвекинотской ГРЭС.
Основным топливом изначально был местный бурый уголь Анадырского месторождения. В зимнее время доставка угля осуществлялась автотранспортом по ледовой переправе через Анадырский лиман, в период летней навигации — на судах. В качестве растопочного топлива использовалось дизельное топливо. В марте 2018 года первый котлоагрегат Анадырской ТЭЦ переведён на сжигание природного газа. Второй котлоагрегат газифицирован в апреле 2021 года. При этом возможность сжигания угля сохранена, уголь для станции теперь стал резервным топливом.